# خوليو رينيه مارتينيز
خوليو رينيه مارتينيز (بالإسبانية: Julio René Martínez) هو منافس ألعاب قوى غواتيمالي، ولد في 27 سبتمبر 1973 في Fraijanes ‏ في غواتيمالا.

## وصلات خارجية
- خوليو رينيه مارتينيز على موقع الاتحاد الدولي لألعاب القوى (الإنجليزية)
- خوليو رينيه مارتينيز على موقع أوليمبيديا (الإنجليزية)